# Gmina Chodzież
Gmina Chodzież je polská vesnická gmina v okrese Chodzież ve Velkopolském vojvodství. Sídlem správy gminy je město Chodzież, které však není její součástí, ale tvoří samostatnou městskou gminu. V roce 2017 zde žilo 6 310 obyvatel.
Gmina má rozlohu 212,74 km² a zabírá 31,26 % rozlohy okresu.

## Částí gminy
StarostenstvíKonstantynowo, Milcz, Nietuszkowo, Oleśnica, Pietronki, Podanin, Rataje, Stróżewice, Stróżewo, Strzelce, Zacharzyn
Sídla bez statusu starostenstvíCisze, Ciszewo, Drzązgowo, Gołe Pole, Jacewko, Kamionka, Kierzkowice, Krystynka, Mirowo, Papiernia, Rudki, Słomki, Stróżewko, Strzelęcin, Studzieniec, Trojanka, Trzaskowice, Wymysław

## Sousední gminy
| Růžice kompasu |          | Kaczory        | Miasteczko Krajeńskie | Růžice kompasu |
| Růžice kompasu | Ujście   | Sever          | Szamocin              | Růžice kompasu |
| Růžice kompasu | Ujście   | Gmina Chodzież | Szamocin              | Růžice kompasu |
| Růžice kompasu | Ujście   | Jih            | Szamocin              | Růžice kompasu |
| Růžice kompasu | Czarnków | Budzyń         | Margonin              | Růžice kompasu |